# Characidium orientale
Characidium orientale es una especie de peces de la familia Crenuchidae en el orden de los Characiformes.

## Morfología
Los machos pueden llegar alcanzar los 5,4 cm de longitud total.

## Hábitat
Vive en zonas de clima tropical.

## Distribución geográfica
Se encuentran en Sudamérica: afluentes occidentales de la  cuenca de Laguna dos Patos y cuencas fluviales costeras del sur de Brasil y Uruguay.